# Steina
Steina är en kommun och ort i Landkreis Bautzen i förbundslandet Sachsen i Tyskland. Kommunen har cirka 1 700 invånare.
Kommunen ingår i förvaltningsområdet Pulsnitz tillsammans med kommunerna Großnaundorf, Lichtenberg, Ohorn och Pulsnitz.